# Im Schützengraben
Im Schützengraben ist ein propagandistischer, deutscher Kriegs-Stummfilm von 1914 aus der Hand von Walter Schmidthässler mit Otto Reinwald in der Rolle eines Jungen, der im Moment des Kriegs zu einem mutigen Helden wird.

## Handlung
Die Handlung spielt am Vorabend und zu Beginn des Ersten Weltkriegs. Die Familie des Fabrikanten Schubert lebt in trauter Eintracht in einer kleinen deutschen Grenzstadt. Das Ehepaar hat drei Kinder; Sohn Alfred, Tochter Elfriede und das Nesthäkchen Heinz, ein stiller aber kluger Junge. Der Vater, ein strammer, patriarchalischer Patriot, hat jedoch eines an seinem Jüngsten auszusetzen: er findet, dass Heinz ein Feigling ist. Er begründet dies mit dem zarten Wesen des Jungen, dem alle Roh- und Grobheit fremd und dem alles laute zuwider ist. Sein älterer Bruder Alfred versteht Heinz gut, und beide sind ein Herz und eine Seele. Alfred arbeitet im väterlichen Betrieb und ist überdies Reserveleutnant; als solcher bekommt er mit, was derzeit in der Garnison so geraunt wird: Krieg läge in der Luft! Nur dem Vater teilt er seine Eindrücke mit. Das Kriegsgemurmel hat auch lähmende Auswirkungen auf die geschäftliche Entwicklung.
Mr. Ford, ein junger Amerikaner, der ebenfalls in der Stadt lebt, ist ein gern gesehener Gast im Hause Schubert. Er ist smart und charmant und hat ein Auge auf die reizende Elfriede geworfen. Und vor allem: er ist reich und damit eine gute Partie im Falle einer Eheschließung. Wäre da nicht ein Haken an der Geschichte: Elfriede mag ihn zwar auch, aber ihre große Liebe ist er nicht gerade. Schmerzlich muss Ford dies zur Kenntnis nehmen und zieht sich ein wenig zurück, bricht aber den Kontakt zu den Schuberts nicht völlig ab. Als Anfang August 1914 die Feindseligkeiten ausbrechen, hat dies enorme Auswirkung auf den Schubert’schen Betrieb. Der Handel mit dem angrenzenden Ausland bricht schlagartig zusammen, und ausstehende Zahlungen werden nicht mehr geleistet. Die Firma steht kurz vor dem Ruin, und zu allem Überfluss muss nun auch noch Schuberts rechte Hand, sein Sohn Alfred, ins Feld einrücken. Für den kleinen Heinz ist dessen Ausrücken eine Katastrophe: verzweifelt klammert er sich an den Bruder und will ihn nicht loslassen, bis sein herrischer Vater dazwischentritt und ihn mit dem Fluchwort “Feigling!” erneut herabwürdigt.
In Heinz bricht eine Welt zusammen, er will sich nicht länger die väterliche Demütigung gefallen lassen. Und so fasst er in der kommenden Nacht einen einsamen Entschluss. Während Alfred an der Grenze Wache schiebt, um dem Feind ein Eindringen nach Deutschland zu verwehren, schleicht sich Heinz bis an die Frontlinie heran, um seinem Bruder dabei zu helfen. Der liegt bereits unter heftigem Beschuss. Heinz beginnt sich in der Kompanie rasch nützlich zu machen und leistet den Kameraden wichtige Dienste. Als die Munition ausgeht, schlägt die Stunde des Helden in Heinz. Er reißt sich los aus Alfreds Armen und klettert aus dem Schützengraben, krabbelt über Minenfelder, quetscht sich durch Stacheldraht und robbt über Soldatenleichen, durchschwimmt verschlammte Gräben, und alles nur, um den Ort zu erreichen, an dem weitere Munition vermutet wird. Heinz greift sich ein herrenloses Offizierspferd und reitet weiter, bis er endlich an einen voll beladenen Munitionswagen gelangt. Um diesen herum liegen lauter Pferdekadaver, weitere Opfer des Krieges. Heinz spannt sein Pferd vor den Wagen und reitet mit diesem im höchstmöglichen Tempo zurück zu seiner Einheit. Er passiert brennende Dörfer, gerät unter Granatfeuer und erreicht schließlich unbeschadet seine Kameraden, für die Heinzens Einsatz der Sieg bedeutet. Ein weiterer Sieg ist daheim Mr. Ford gelungen: Er hat mit seinem Geld Schuberts sieche Firma gerettet und durch diesen selbstlosen Einsatz endlich das Herz der schönen Elfriede im Sturm erobert. 

## Produktionsnotizen
Im Schützengraben ist ein typisches Beispiel für einen filmischen Schnellschuss als unmittelbare Reaktion auf den Ausbruch des Ersten Weltkriegs. Der Dreiakter passierte die Filmzensur im Dezember 1914 und wurde am Silvestertag in Berlins Marmorhaus uraufgeführt.
Die drei Akte des Films haben folgende Titel:
1. Akt: Feigling. Das brennende Dorf. 2. Akt: Im Schützengraben. Zur rechten Zeit. 3. Akt: Die Feuertaufe. Der junge Held
Im Schützengraben ist nicht untypisch für das filmische Œuvre Schmidthässlers während des Ersten Weltkriegs. Bis inklusive 1917 drehte er noch weitere nationalpatriotische bzw. propagandistische und antibritische Filme, darunter Goldene Herzen in eiserner Zeit (1914), Das treue deutsche Herz (1914), Im Feuer der Schiffskanonen (1915), Der Held des Unterseebootes (1915), In letzter Sekunde (1916) und Wenn frei das Meer für deutsche Fahrt (1917).
Der Film ist aus einem Grund auch filmhistorisch von Bedeutung: Der 30-jährige Emil Jannings stand hier das erste Mal vor der Kamera.

## Zeitgeschichtliche Einordnung
Oskar Kalbus versuchte 1935, aus einer nationalsozialistischer Sichtweise, unter der Kapitelüberschrift „Feldgrauer Filmkitsch“ eine Einordnung dieses Filmgenres, das vor allem 1914 und 1915 im Deutschen Reich eine wahre Hausse erlebte. Er schreibt:

„Ein gewisser Stamm routinierter Filmfabrikanten ließ sich aber nicht ängstlich machen. Zuerst einmal ließen sie ihre mannigfaltigen Beziehungen spielen, um vom Kriegsdienst befreit zu werden, denn sie fühlten sich, eingedenk eines altrömischen Erfahrungssatzes, berufen, in der ruhigeren Heimat dem deutschen Volk mit sensationellen Treffern „panem et circensis“ zu bieten, d.h. in ihrem Sinne: Erholung und Zerstreuung, Ermunterung und Ermutigung. Alles das sollte nun das Kino bieten. Man hoffte, daß die allgemeine Freude an den Siegen unseres Heeres den Wunsch nach Mitteilsamkeit, nach ablenkenden Erlebnissen und vor allen Dingen nach Zusammenballung der Menschen im „Theater des kleinen Mannes“ zeitigen würde. So entstand über den aktuellen Filmaufnahmen von den Kriegsschauplätzen hinaus der feldgraue Filmkitsch – oder der sogenannte „patriotische“ Film der Jahre 1914/15.“